# Гута (Брестский район)
Гу́та (бел. Гута) — деревня в Брестском районе Брестской области Беларуси. Входит в состав Домачевского сельсовета.
Население — 31 человек (2023).

## География
Деревня расположена на юго-западе Брестского района, у его границы с Украиной, к югу от деревни Новосады и северо-востоку от деревни Дубок. Расстояние до центра Бреста составляет 58 км на север, до Домачева — 15 км.

## История
Название говорит о том, что в прошлом здесь был стекольный завод.
В XIX веке — деревня в Брестском уезде Гродненской губернии. В 1860 году в Приборовской волости, в составе имения Приборово, которым владел граф Замойский. В июле 1862 года состоялись крестьянские волнения — крестьяне отказались отбывать сгонную повинность и платить оброк. В 1866 году основано народное училище. В 1890 году крестьяне Гутского сельскохозяйственного товарищества имели 183 десятины земли.
После Рижского мирного договора 1921 года — в составе гмины Приборово Брестского повята Полесского воеводства Польши, 16 дворов.
С 1939 года — в составе БССР. В 1940 году — 58 дворов. В Великую Отечественную войну гитлеровцы сожгли 51 двор, убили 9 жителей.

## Население
На 1 января 2023 года численность населения составляет 31 человек, 16 хозяйств.

На 2019 год — 36 человек.

## Инфраструктура и транспорт
Имеются клуб, библиотека. С райцентром деревня связана автобусным маршрутом Брест — Новосады.